# Tolna (geslacht)
Tolna is een geslacht van vlinders van de familie van de spinneruilen (Erebidae).

## Soorten
- T. alboapicata Berio, 1956
- T. ambigua (Gerstaecker, 1871)
- T. atrigona Prout A. E., 1927
- T. burdoni Carcasson, 1965
- T. canuta (Berio, 1978)
- T. chionopera (Druce, 1912)
- T. complicata (Butler, 1880)
- T. cryptoleuca Hampson, 1918
- T. demaculata Strand, 1913
- T. hypogrammica Hampson, 1918
- T. limula (Möschler, 1883)
- T. macrosema Hampson, 1913
- T. niveipicta Strand, 1915
- T. nocturnia (Hampson, 1902)
- T. sinifera Hampson, 1913
- T. strandi (Bryk, 1915)
- T. sypnoides (Butler, 1878)
- T. tethremicycla Strand, 1913
- T. vadoni (Viette, 1968)
- T. variegata (Hampson, 1905)
- T. versicolor Walker, 1869